# Sistemul de perdele forestiere de protecție Tvardița
Sistemul de perdele forestiere de protecție Tvardița este o arie protejată din Republica Moldova, din categoria ariilor cu management multifuncțional, situată în satul Tvardița, raionul Taraclia. Suprafața totală este de 80,2 ha. Obiectivul este administrat de Întreprinderea Agricolă „Lenin”.
Sunt protejate fâșiile verzi cu următoarele numere: 1-5 (7,1 ha), 8-22 (20,5 ha), 27 (1,7 ha), 39 (0,98 ha), 43 (1,1 ha), 49-50 (2,6 ha), 52 (1,4 ha), 54-59 (7,2 ha), 65 (1,3 ha), 68-69 (2,3 ha), 73-75 (3,7 ha), 77 (0,8 ha), 81-86 (5,3 ha), 88 (1,6 ha), 96-97 (2,7 ha), 99 (2 ha), 100-108 (19,8 ha).